# Rallye de régularité

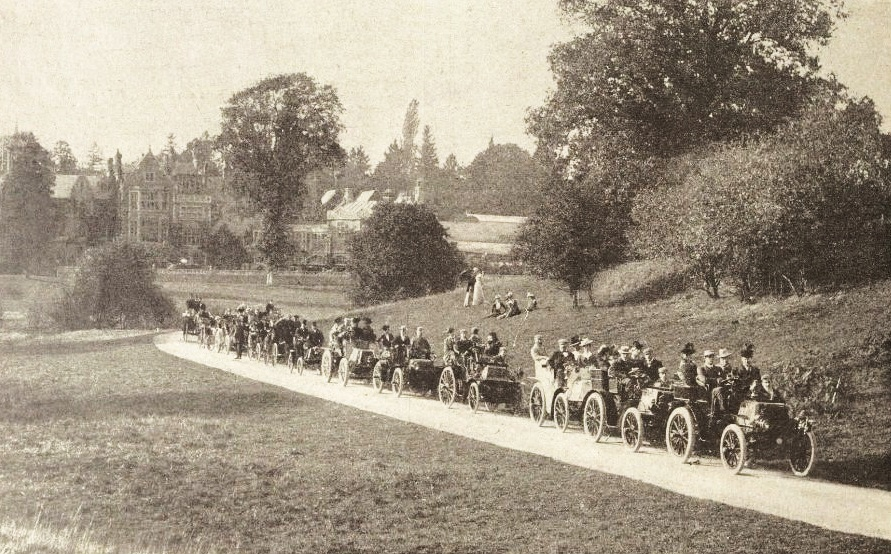
Promenade Londres-Southsea, à vitesse bridée au Royaume-Uni (1901).

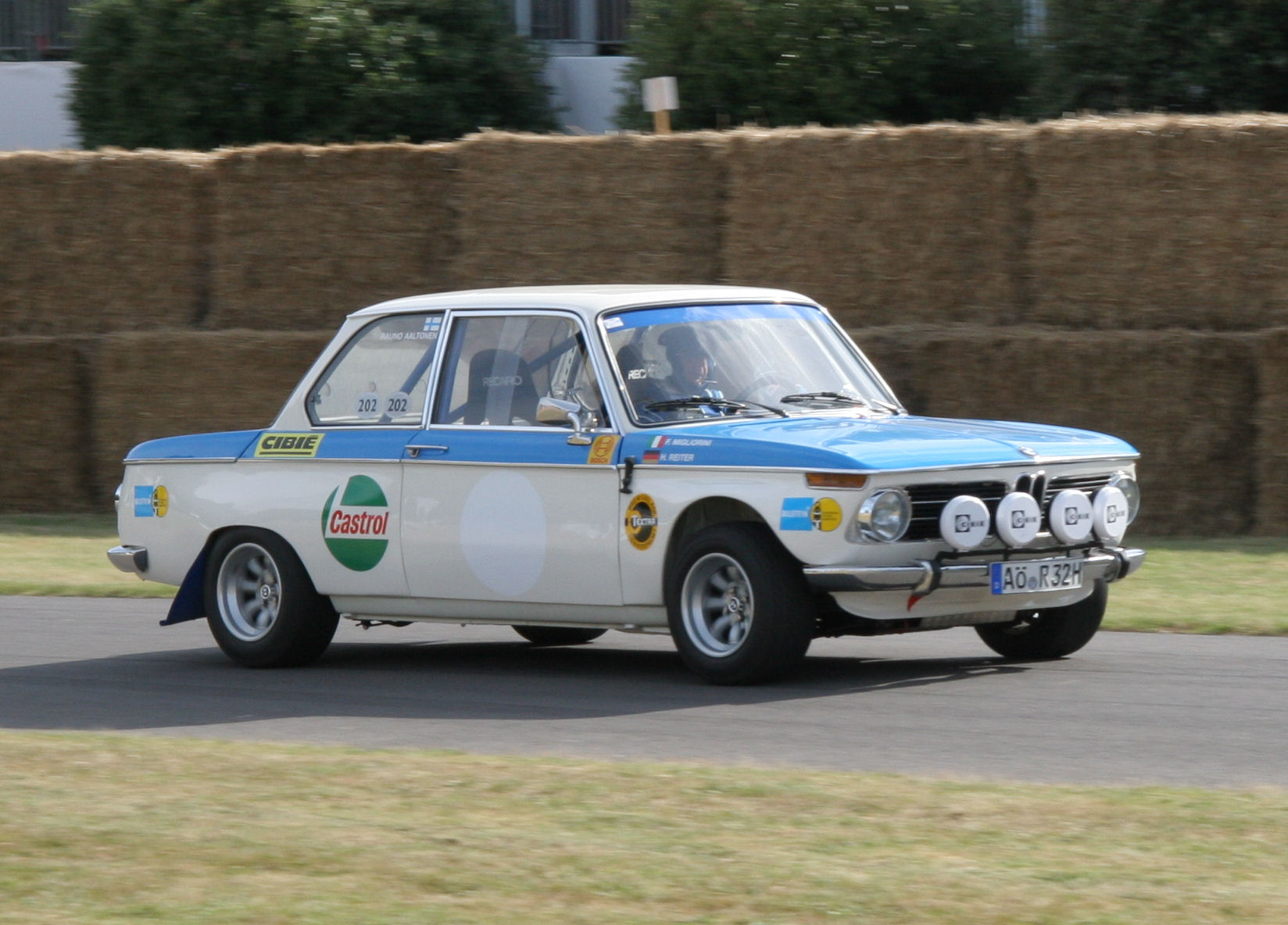
BMW 2002 tii

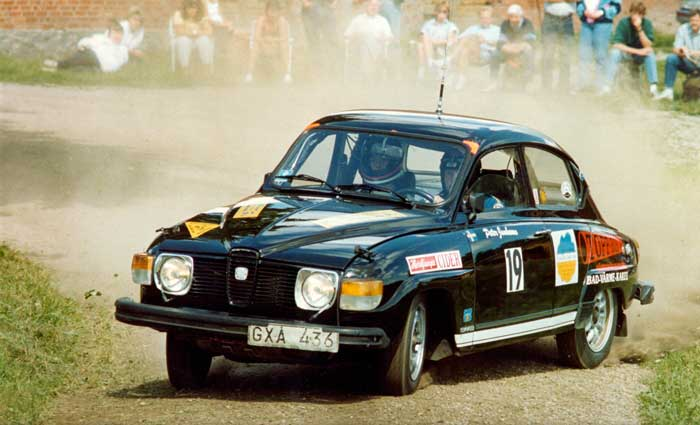
SAAB Rally

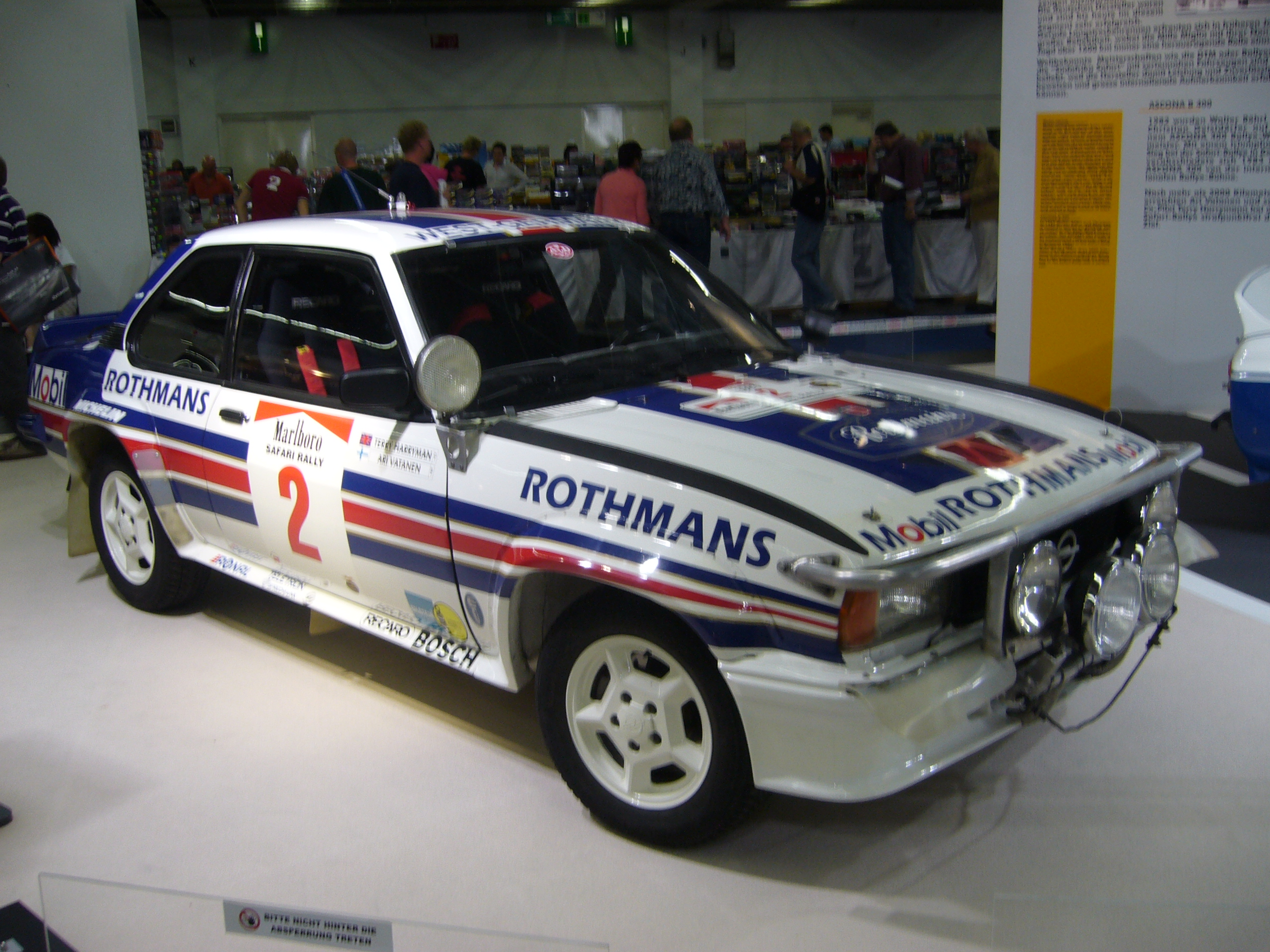
Opel Ascona 400

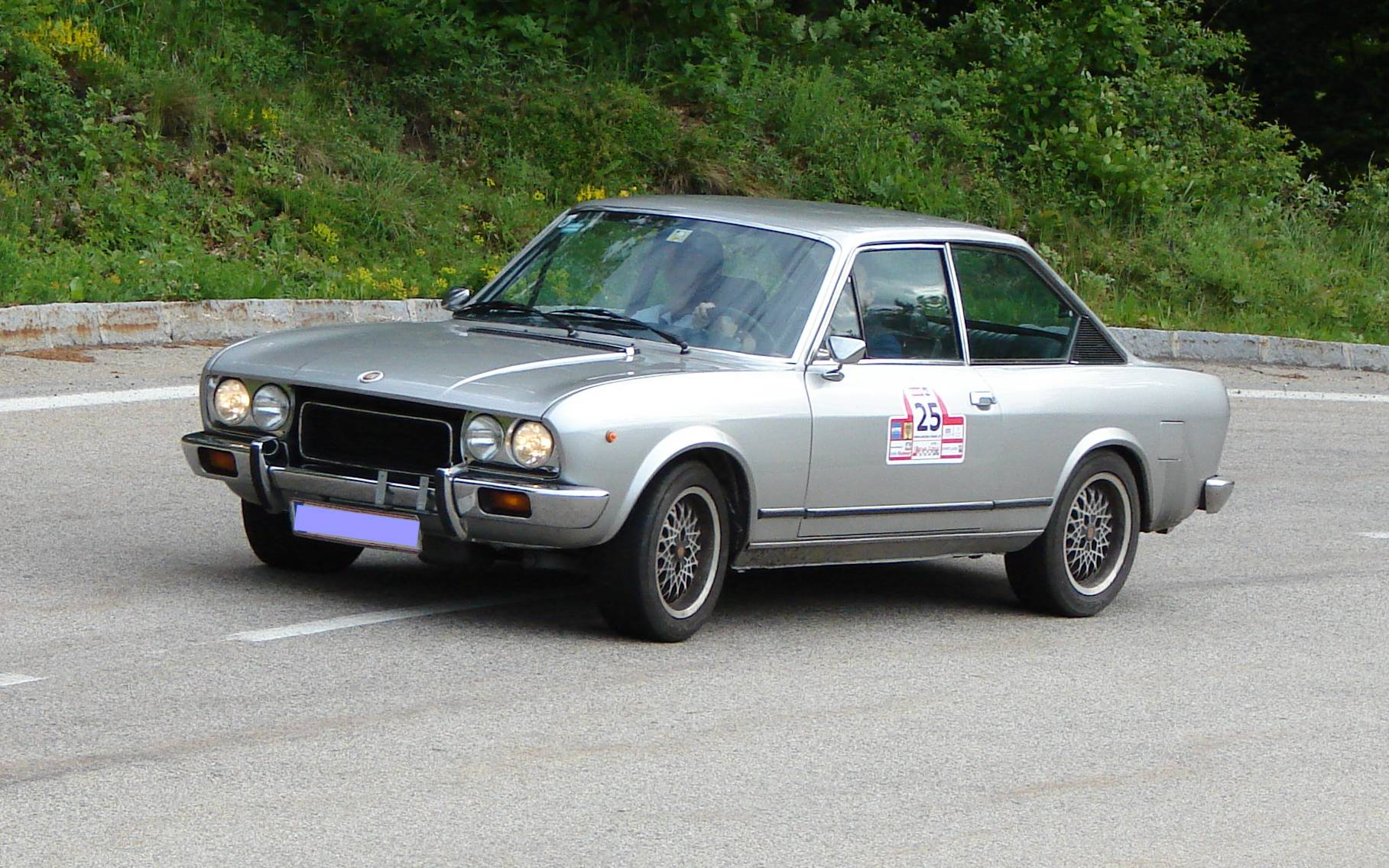
Fiat 124

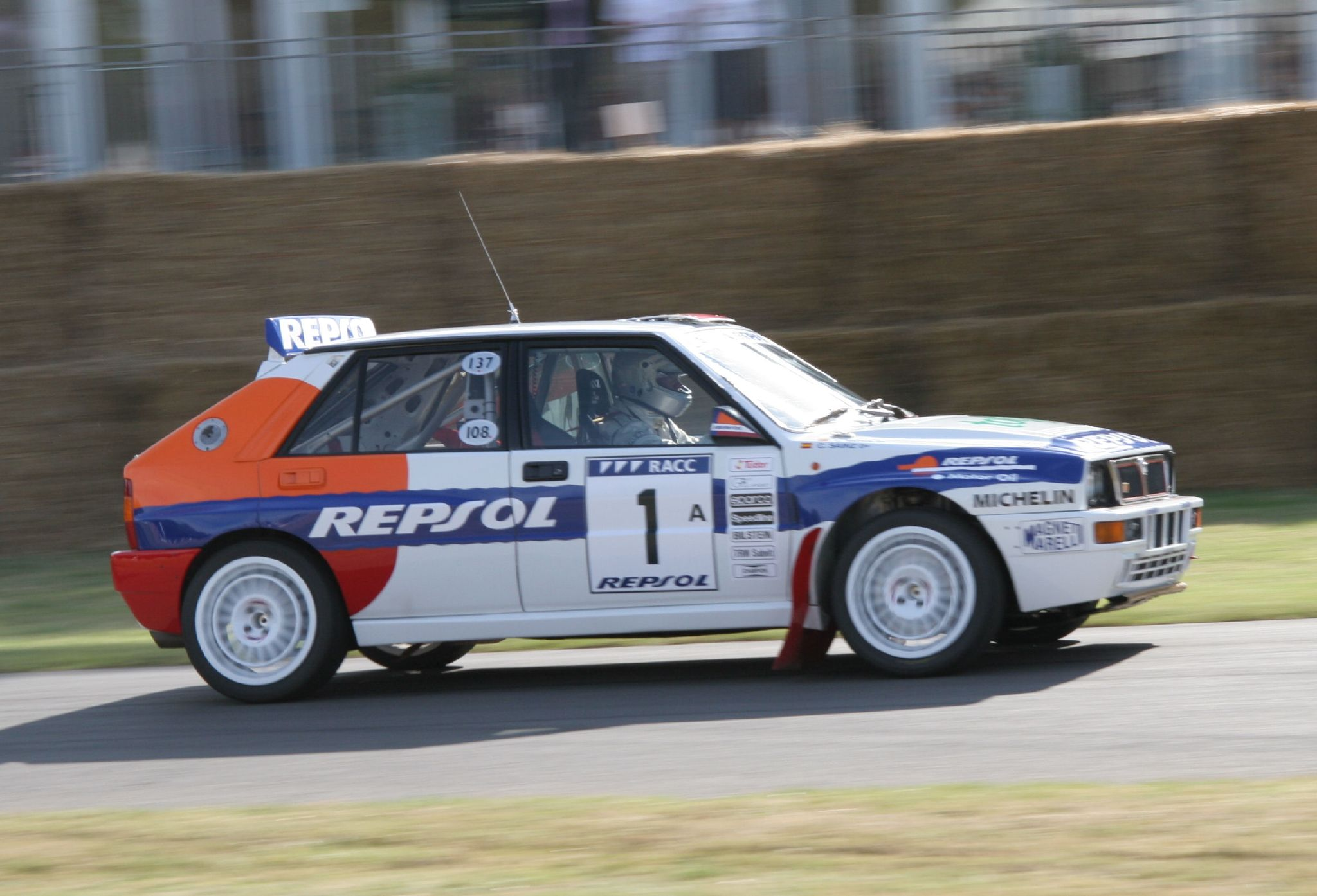
Lancia Delta HF

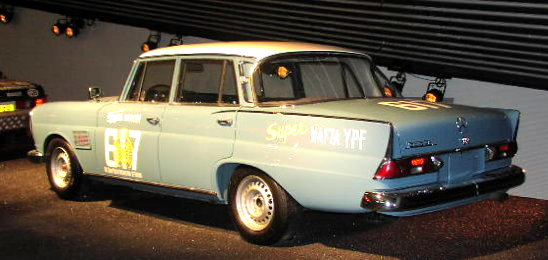
MB 300 SEL

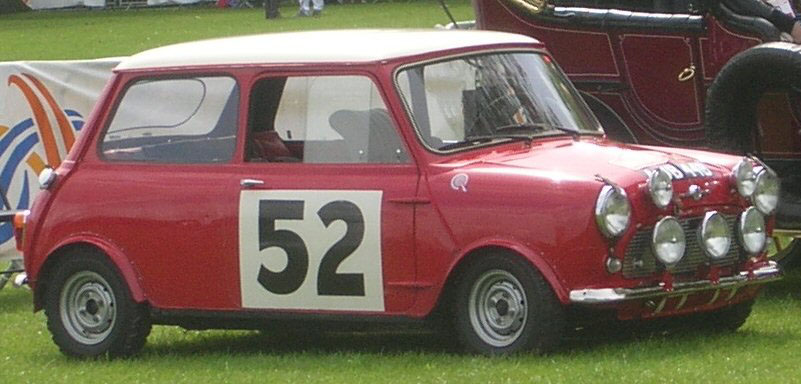
Mini Cooper S

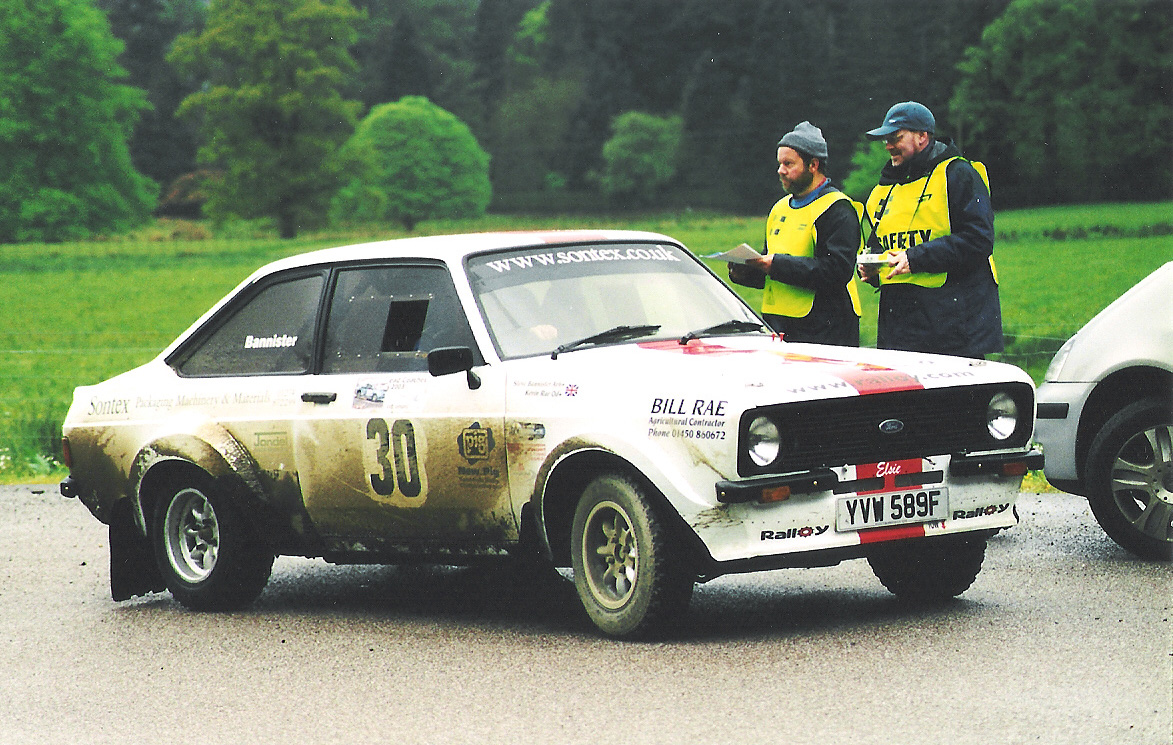
Ford Escort MKII

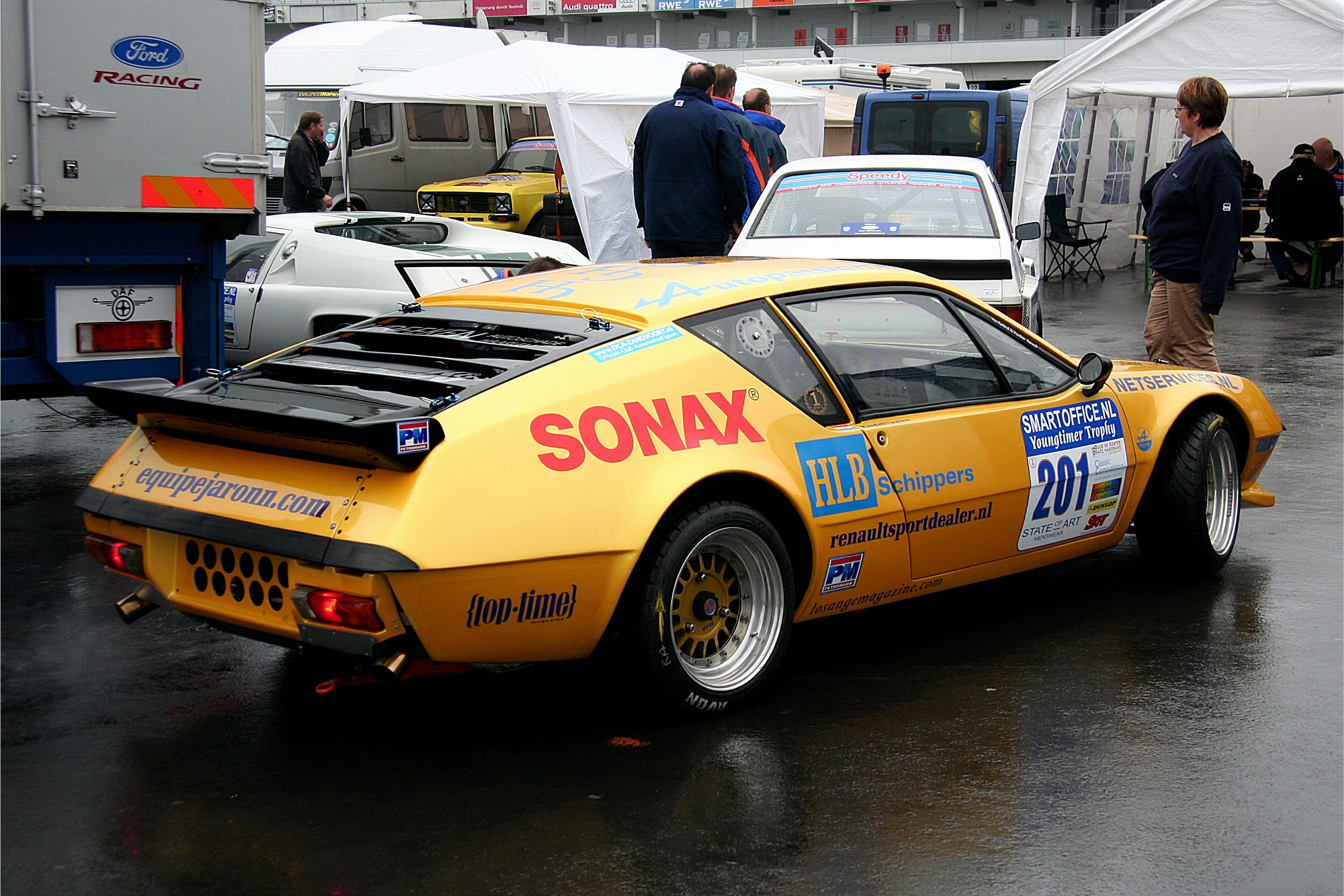
Alpine A310 au Nurburgring oldtimer festival

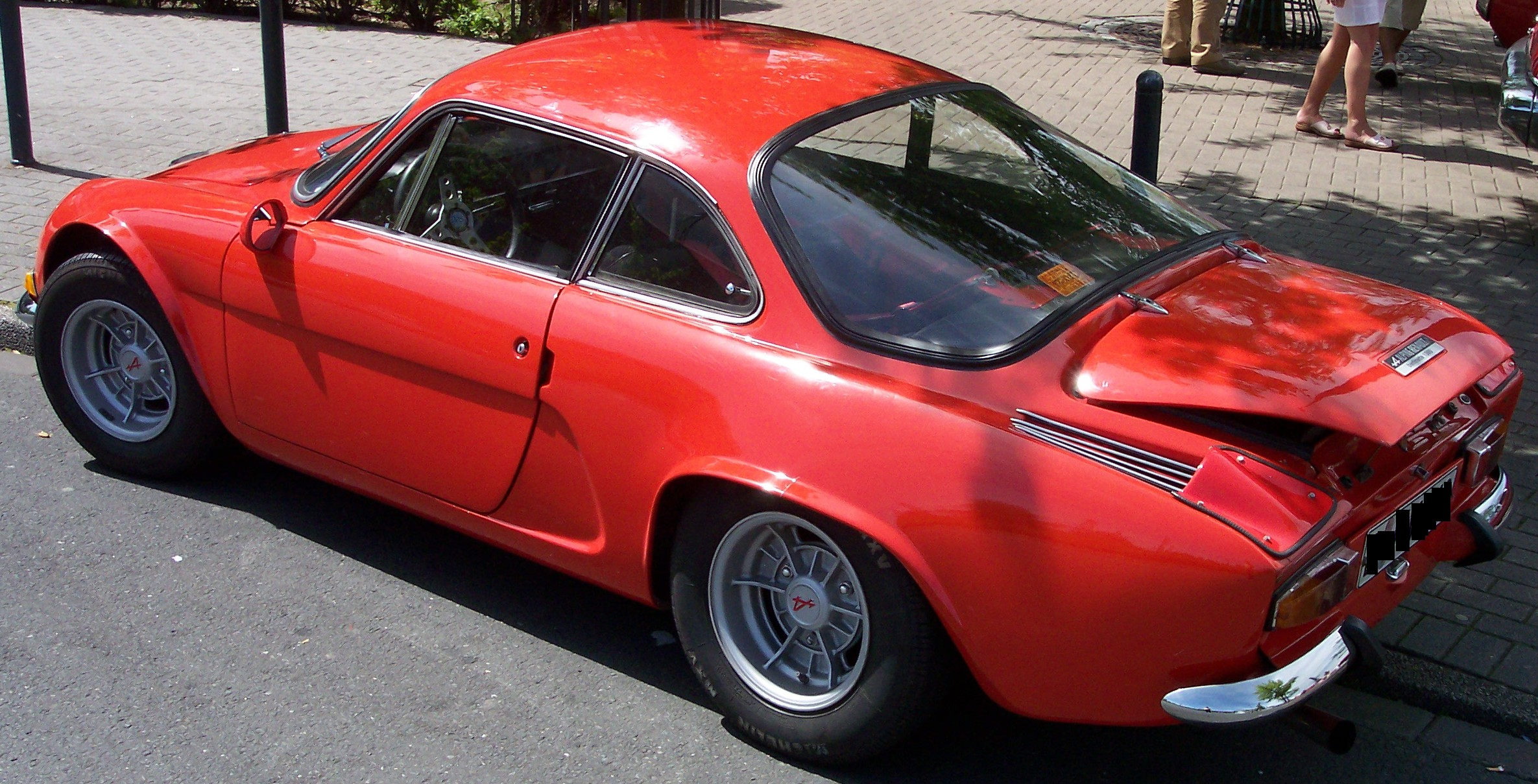
Alpine Berlinette 1300

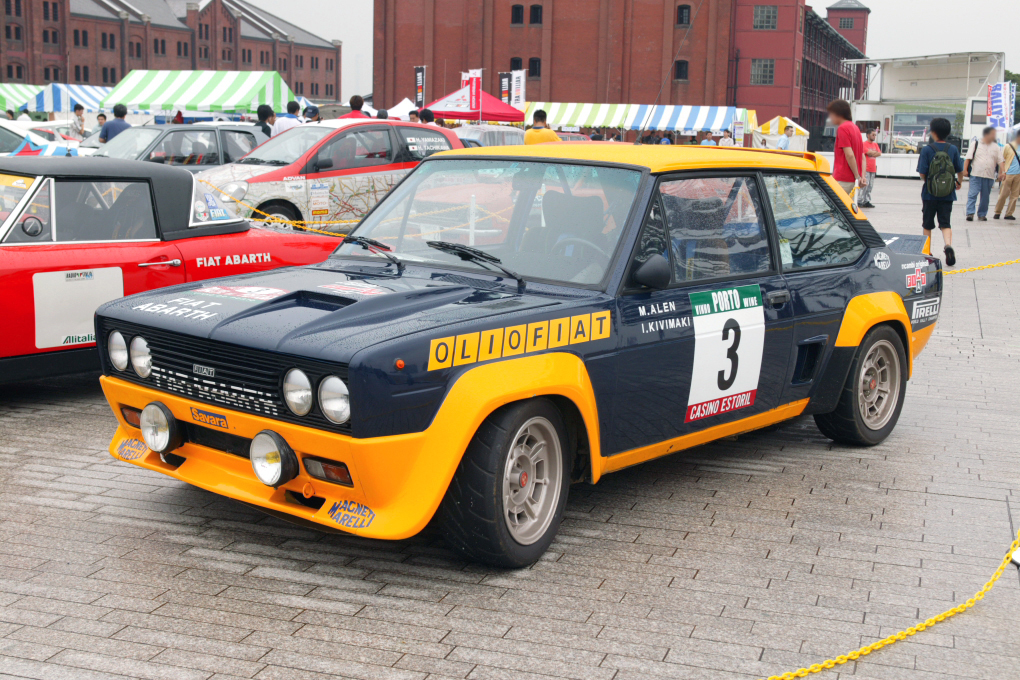
Fiat 131 Abarth

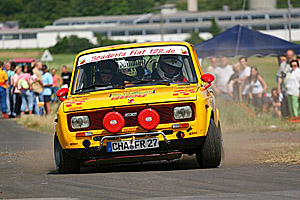
Fiat 128 Rally

Un rallye de régularité (en anglais TSD rally, pour Time, Speed and Distance) est un rallye automobile où l'objectif est de s'approcher le plus possible d'un temps idéal pour effectuer un trajet défini. La vitesse moyenne est généralement inférieure à 50 km/h cependant certains rallyes ont comme moyenne 80 km/h. Ces compétitions sont réservées à des véhicules anciens. Il est rare de pouvoir participer ou être classé dans certaines épreuves pour des véhicules de moins de 25 ou 30 ans (classic car), sauf dérogation pour auto exceptionnelle. Si la vitesse n'est pas un élément de sélection, la navigation et le respect minutieux de la vitesse moyenne le sont. Dans certaines épreuves de niveau international comme le Rallye Monte Carlo Historique, le Rallye de l'Acropole Historique, le Midnattssolsrallyt en Suède, pour lesquels les temps de passage sont pris à mieux que le dixième de seconde.
Ces rallyes peuvent s'organiser sous deux principes différents. Le premier sous des règles définies par la Fédération Française de Sport Automobile (FFSA) en accord avec les règles de la Fédération Internationale de l'Automobile (FIA). Le deuxième répond à des règles fixées par la Fédération Française de Véhicules d'Epoque (FFVE).
Les rallyes type FFSA VHR et type FFVE sont organisés sur routes ouvertes.
Les rallyes type FFSA VHRS sont organisés en "doublure" d'un rallye, généralement régional.
L'origine en France de ces rallyes en 1993 est le regroupement (jusqu'alors indépendants) des organisateurs de quatre rallyes :
les Longs capots de Perpignan, la Boussole de Carcassonne, la Ronde des châteaux de Brantome, les Boucles du Quercy de Montauban. Ce qui créa le premier challenge national "ADERH". La remise des prix se faisait à Rétromobile à Paris. Ensuite, la FFVE proposa son chapeautage et le challenge continua avec les deux noms.
Ensuite, la FFSA ne voulant pas lui laisser l'exclusivité de la régularité créa son propre challenge.
Le challenge ADERH 2012 comprend six épreuves.

## Règlements
- FFSA VHR  Régularité sur route ouverte : VHR
- FFVE   Organisation d'évènement : charte                FFVE
- FFSA VHRS  Régularité sportive : VHRS.

Dans les deux cas, le respect du code de la route et la moyenne maximum de 50 km/h sont obligatoires.

## Le rallye de régularité
C’est une épreuve automobile où les concurrents évoluent sur route généralement ouverte et respectent le code de la route. Il n'y est pas question de vitesse de pointe mais plutôt de vitesse moyenne et de navigation, l'attention étant portée sur la régularité. Une moyenne de vitesse est imposée aux concurrents, qui peut être fonction de l’âge de la voiture, du choix de l’équipage de 40, de 45 ou de 50 km/h, et surtout de l’organisateur. Chaque équipage comprend un pilote et un navigateur.
Les voitures partent toutes les minutes pour un périple de 300 à 500 kilomètres tenu secret, sur des petites routes en pleine campagne. L’équipage part avec un road-book, le cahier contenant les instructions relatives à l'itinéraire et aux temps de passage, dont il a vérifié la cohérence, quelques instruments de navigation : chronomètre, tables de moyenne en papier et tripmaster électromécanique. Le matériel de navigation électronique est généralement interdit pour ne pas trop faciliter le travail du navigateur, mais une calculatrice est autorisée. Le parcours se décompose en routier ou étapes de liaison, et en spéciales ou secteurs de test de régularité. 
Pour les spéciales ou secteurs de test de régularité, l’information de la moyenne à respecter est donnée au dernier moment (par exemple 44,75 km/h). Parfois, des informations sont volontairement cachées aux équipages, comme le point de départ de l’épreuve et du chrono, les points de contrôle surprise en plein milieu de celle-ci et le point d’arrivée.
Les règles de l'épreuve imposent de toujours être à la moyenne imposée à l’endroit chronométré. C’est ce qui permet d’établir un classement qui se fait par addition de points de pénalité. Si un équipage est trop rapide, il accumule assez rapidement les pénalités, voire la disqualification. Sur un carnet de pointage, dit "road book", qui est donné à son équipage sont notés tous les évènements importants : départ, arrivée, retards, pénalités et les contraventions distribuées par les forces de police.  
Le parcours de l'épreuve est souvent un tracé sinueux,comme pour les rallyes FFSA.
La principale difficulté est la navigation. Il y a de très nombreux changements de direction, des indications quelquefois trompeuses, des codes (PAN signale par exemple un passage à niveau).
Le score d'un équipage est calculé en fonction de la moyenne donnée et du temps qui aurait dû être réalisé. L'objectif est d'avoir le moins possible de points pour gagner. Un passage à un point de contrôle à l’envers génère plus de pénalité qu’un non-passage.
Chaque organisateur possède généralement ses propres règles particulières. Le budget est assez variable. Les frais d’inscription varient de 150 à 700€ (un à trois jours).
Un dossier précis et contrôlé doit être déposé en préfecture par les organisateurs.

### Le véhicule
Le véhicule est âgé de plus de 25 ans. En bon état, il doit avoir passé le contrôle technique normal. L’organisateur peut choisir de faire son propre contrôle du véhicule dans les heures qui précèdent le départ. Le véhicule dispose généralement d’un passeport technique ou d’une fiche d’identité ou d’un laissez-passer. Il est souvent équipé d’un triangle de pré-signalisation, d’un extincteur, d’un cric et d’une roue de secours. D’autres éléments de sécurité peuvent être réclamés par l’organisateur ou la législation locale (gilets fluo, trousse de secours, téléphone portable).

### Types d’épreuve
Épreuve régie par la Fédération française du sport automobile (FFSA) : licence obligatoire soit à l’année soit juste pour l’épreuve. Il existe deux familles d’épreuves :
- VHR : Véhicule Historique de Régularité : épreuve sur route ouverte, moyenne globale inférieure à 50 km/h, généralement organisé seule.
- VHRS : Véhicule Historique de Régularité Sportive : certaines parties de l’épreuve se déroulent sur routes fermées. Sur ces spéciales et seulement sur celles-là, la moyenne peut être légèrement supérieure à 50 km/h. Il sera aussi demandé à l’équipage de porter chacun un casque homologué pendant ces spéciales sur routes fermées. Ce genre d’épreuve est organisé en « doublure » d’un rallye régional, véhicules actuels ou historiques.

Épreuve régie par d’autres organisations : règlement spécial de l’organisateur ou de l’organisation dont il dépend. Pilote et navigateur doivent avoir un permis de conduire. Pilote, navigateur et automobile doivent être assurés. L’épreuve nécessite une autorisation officielle.
Il existe un championnat de France et un championnat d’Europe de rallye de régularité.

## Liens externes

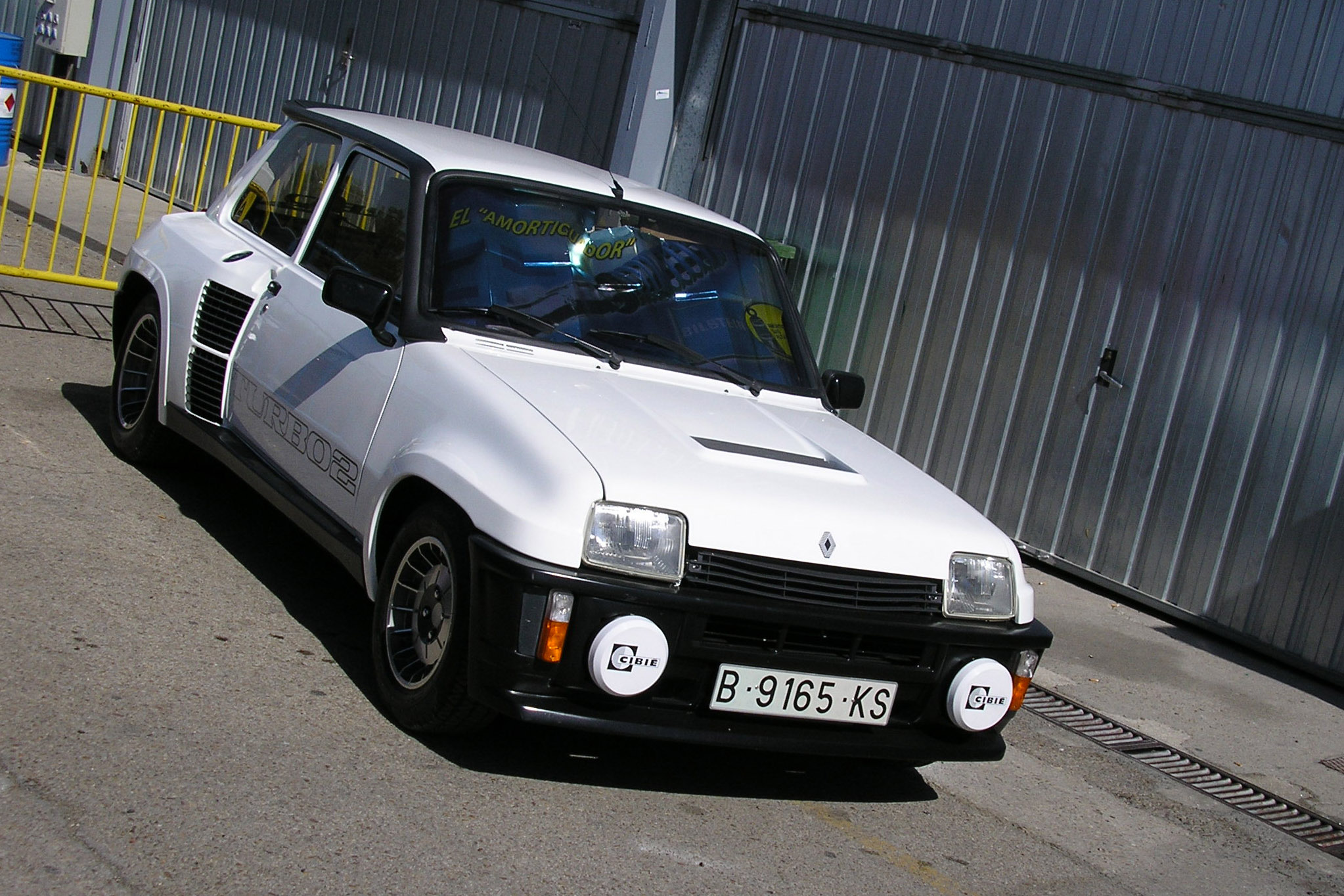
Renault Turbo II